# Mary Onyali-Omagbemi
Nkemdilim Onyali-Omagbemi, detta Mary (Adamawa, 3 febbraio 1968), è un'ex velocista nigeriana.
In carriera può vantare due medaglie di bronzo olimpiche, a Barcellona 1992 nella staffetta 4×100 metri e ad Atlanta 1996 nei 200 metri piani, oltre a due ori ai Giochi del Commonwealth 1994.